# Arthur L. Conger
Arthur Latham Conger jun. (* 30. Januar 1872 in Akron, Ohio; † 22. Februar 1951 in Pasadena, Kalifornien) war ein US-amerikanischer Soldat, Oberst, Militärattaché, Theosoph und Präsident der Theosophischen Gesellschaft in Amerika (TGinA).

## Leben und Wirken

### Kindheit und Jugend
Conger wurde am 30. Januar 1872 in Akron als zweites von vier Kindern von Arthur Latham Conger sen. und Emily Bronson Conger geboren. Der Vater war politisch tätig und Direktor mehrerer Unternehmen, die Familie sehr wohlhabend. 1890 begann er an der Harvard University zu studieren und graduierte dort 1892. Auf Drängen seiner Eltern besuchte er ab 1894 in Cambridge ein Theologie-Seminar, um Priester bei der Episkopalkirche zu werden. Der zuständige Bischof erfuhr von Congers Aktivitäten in der Theosophischen Gesellschaft (TG) und stellte ihm das Ultimatum „Kirche oder Theosophie“. Conger entschied sich für letzteres, verließ Ende 1895 das Theologie-Seminar und ging nach New York, um aktiv in der TG mitzuarbeiten.

### Erste Arbeiten für die Theosophie
Während seines Studiums an der Harvard University war er am 16. Juni 1892 Mitbegründer einer kleinen theosophischen Harvard-Loge, die nur kurzen Bestand hatte und im Jahr darauf in der Cambridge-Loge aufging. 1894 wurde er von William Quan Judge in die Esoterische Sektion aufgenommen. Nach Abbruch des Theologie-Seminars und Eintreffen in New York bei der TG, wurde er schnell mit wichtigen Aufgaben betraut, im Frühjahr 1896 Sekretär von Katherine Tingley und am 30. April 1897 Sekretär in der von ihr gegründeten International Brotherhood League ((IBL) = Internationale Bruderschaftsliga). Als im April 1898 seine Eltern jegliche finanzielle Unterstützung einstellten, da ihnen die Theosophie suspekt war, musste Conger seine kostenlose Tätigkeit bei der TG aufgeben und ging zum Militär.

### Der Militär
Der Gang zur US-Armee war für Conger kein Herzenswunsch, sondern entsprang der Notwendigkeit, Geld für sein Auskommen zu verdienen. Im April 1898 eingetreten, nahm er nach einer kurzen Grundausbildung sofort am Spanisch-Amerikanischen Krieg teil. Danach schlug er die Offizierslaufbahn ein und wurde im Ersten Weltkrieg, im Stab General John Pershings, Leiter der Nachrichtenabteilung. Während dieser Zeit kam es zu einer Begegnung und ausführlichen Gesprächen 1919 im Hauptquartier der deutschen Obersten Heeresleitung (OHL) mit Wilhelm Groener. Noch im gleichen Jahr kehrte er in die USA zurück. 1920 schloss er das Army War College ab und erreichte am 21. April 1921 den Dienstgrad eines Colonel. 1924 wurde er Militärattaché bei der US-Botschaft in Berlin und 1925 zusätzlich auch in Bern. Während dieser Zeit unterhielt er engen Kontakt zum Leiter der Heeresstatistischen Abteilung (T3) im Truppenamt des Reichswehrministeriums, Major Friedrich von Boetticher. Am 31. Oktober 1928 reichte er wegen gesundheitlicher Probleme den Rücktritt ein und zog sich aus dem aktiven Dienst zurück.
Seine US-Auszeichnungen umfassten u. a.: Silver Star Citation für Tapferkeit und Distinguished Service Medal für hervorragende Verdienste innerhalb der militärischen Tätigkeit. Die französischen Auszeichnungen waren: Legion d’Honneur und Croix de guerre.

### Familie
Am 8. Februar 1902 heiratete er Margaret Loring Guild, die er bei der TG in New York kennengelernt hatte, diese starb im Juni 1945. Vermutlich nach 1947 ging er eine zweite Ehe mit Martha Franklin ein. Unklar ist, ob die Familie Kinder hatte.

### Der Theosoph

#### Im Dienste der Theosophie
Im Dezember 1922 kam es zu einem neuerlichen Kontakt mit der Theosophie durch ein Treffen mit Katherine Tingley. Es folgten Besuche und Vorträge Congers auf Lomaland, dem damaligen Hauptquartier der Theosophischen Gesellschaft in Amerika (TGinA), und bei verschiedenen TGinA-Logen in den USA sowie mehrere Kontakte 1926 während Tingleys Europareise. Einer Bitte Gottfried de Puruckers folgend, bewarb er sich um das Amt des Präsidenten der Amerikanischen Sektion der TGinA und wurde am 1. März 1932 auch gewählt. Doch bereits im Januar 1933 musste er diesen Posten wieder aufgeben, seine Parkinson-Krankheit war in ein akutes Stadium getreten. Nach einer Verbesserung in seinem Krankheitsbild kam es am 23. September 1939 zu seiner Wiederwahl als Präsident der amerikanischen Sektion.

#### Präsident der TGinA
Dem Tod Puruckers als Präsident der TGinA am 27. September 1942, folgte eine etwa 3-jährige Interim-Leitung durch ein Führungsgremium und schließlich, am 22. Oktober 1945, wurde Conger zum neuen Präsidenten der TGinA gewählt. Dies, obwohl er, bedingt durch seine Krankheit, auf einen Rollstuhl angewiesen war. Unter der Leitung Puruckers war die TGinA bereits 1942 von Lomaland nach Covina übersiedelt. Purucker hatte ihm geordnete Finanzen und vor allem eine schuldenfreie Organisation hinterlassen, die noch dazu vor kurzem vom kalifornischen Staat als gemeinnützig, und damit steuerbefreit, anerkannt worden war. Durch dieses leichte Erbe konnte Conger von Covina aus die Expansion der TGinA vorantreiben und die Gesellschaft durch Entsendung von Vortragenden, Abhaltung von Kongressen und eine Ausweitung der Publikationen stark vergrößern.
Während seiner Präsidentschaft, vor allem nach der Wahl, kam es zu Kritik und Unstimmigkeiten zwischen Conger und mehreren Mitgliedern. Eine gütliche Einigung konnte nicht erzielt werden und dies führte dazu, dass führende Theosophen entlassen wurden und andere von sich aus die Gesellschaft verließen. Dadurch war der Friede wohl wiederhergestellt, insgesamt ging die TGinA jedoch geschwächt aus dieser Krise hervor. 1951 beauftragte er James A. Long, seinen späteren Nachfolger, die Esoterischen Sektionen der TGinA auf der ganzen Welt zu schließen, da die Zeit des Geheimwissens vorbei sei und die Theosophie zu den Menschen gebracht werden müsse.

#### Umzug nach Pasadena
Trotz Steuer- und Schuldenfreiheit, konnte Conger die etwa 6 Hektar große Liegenschaft in Covina finanziell nicht halten, schließlich musste er sie veräußern und eine günstigere Stelle suchen. In den Jahren 1950 und 1951 erfolgte in mehreren Etappen der Umzug nach Pasadena und Altadena, in 3 separate, kleinere Domizile, wo sich die TGinA heute (2005) noch befindet. Die Theosophische Universität, 1919 von Katherine Tingley in Lomaland gegründet, verblieb in Covina, da die nötigen Mittel für eine Fortführung in Pasadena fehlten. Bis 1950 wurden noch Studenten aufgenommen, Mitte der 1950er-Jahre wurde sie dann geschlossen. Entsprechend dem jeweiligen Sitz des Hauptquartiers war es üblich, die dortige Theosophische Gesellschaft (TG) danach zu benennen. So nannte man die TG zuerst TG-Point Loma (nach dem Sitz von Lomaland in Point Loma), dann TG-Covina und seit diesem Umzug Theosophische Gesellschaft Pasadena.

## Tod und Nachfolge
Am 19. Februar 1951 erlitt Conger einen Herzinfarkt, fiel ins Koma und starb 3 Tage später, am 22. Februar 1951, in Pasadena. Noch zu seinen Lebzeiten begann ein unschöner Machtkampf um seine Nachfolge, diesen konnte schließlich James A. Long für sich entscheiden, doch viel Porzellan wurde dabei zerschlagen.

## Werke
- President Lincoln as war statesman. The State historical society of Wisconsin, Madison 1916
- The military education of Grant as general. Menasha 1921
- The rise of U.S. Grant. The Century Co., New York 1931

als Herausgeber:
- Judge, William Quan: Practical occultism, from the private letters of William Q. Judge. Theosophical University Press, Pasadena 1951
- Purucker, Gottfried de: The dialogues of G. de Purucker, report of sessions. Theosophical University Press, Covina 1948